# Корено-над-Хорюлом
Корено-над-Хорюлом (словен. Koreno nad Horjulom) — поселення в общині Хорюл, Осреднєсловенський регіон, Словенія. Висота над рівнем моря: 662,3 м.

## Посилання

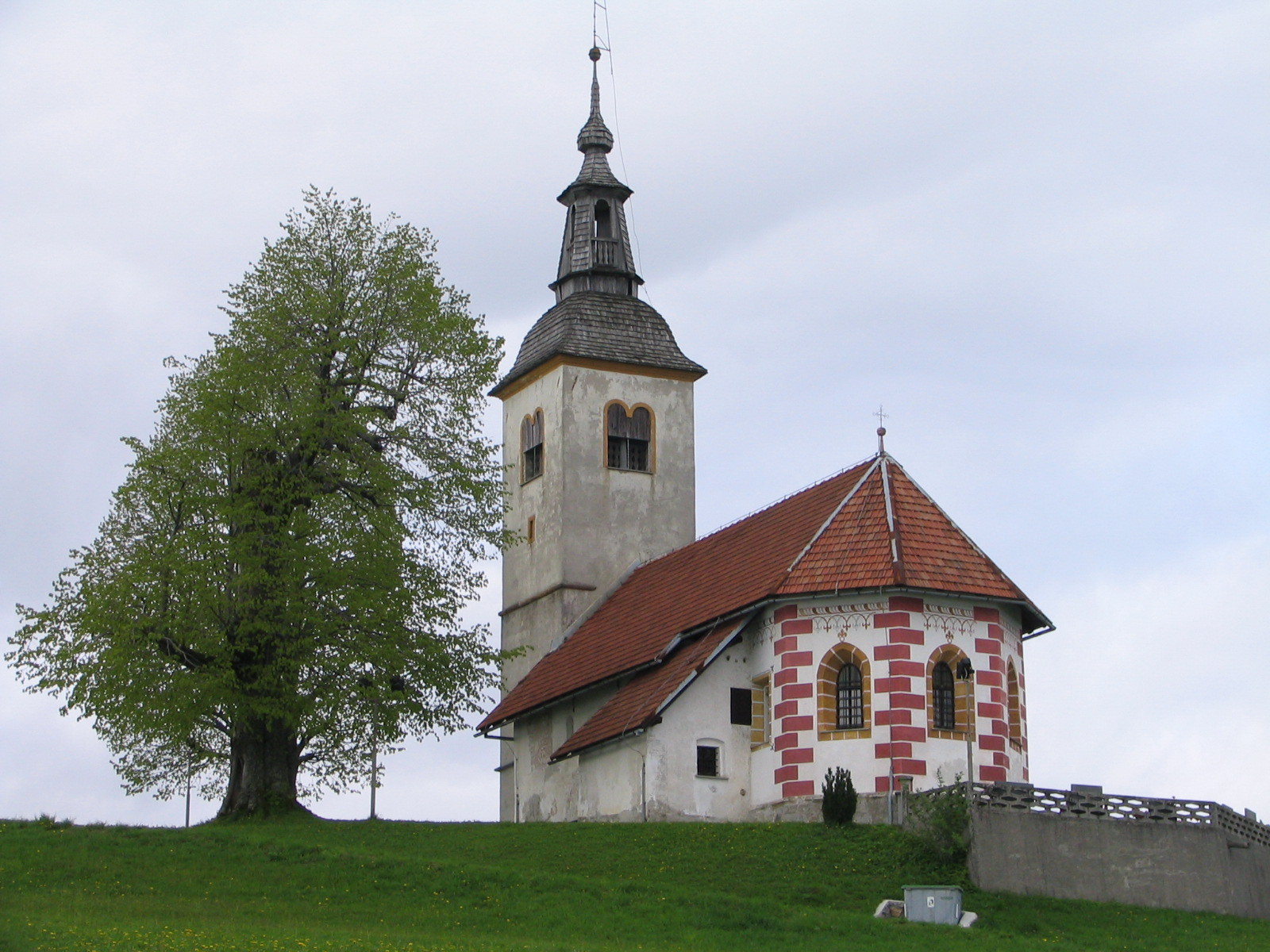
місцева церква